# Alina Paim
Alina Paim (10 de outubro de 1919 – 1 de março de 2011) foi uma romancista brasileira, autora de literatura infantil e professora. Ela era uma ativista comunista e dos direitos das mulheres que traduziu as obras de Lenin para o português. Uma reavaliação de suas contribuições para a literatura brasileira emergiu em 2007, quando foi descoberto que Paim ainda morava no Mato Grosso do Sul. Suas obras foram homenageadas com o Prêmio Antonio de Almeida em 1961 e o Prêmio Walmap em 1965, ambos da Academia Brasileira de Letras.

## Biografia
Alina de Andrade Leite nasceu em Estância, Sergipe, filha de Manuel Vieira Leite e Maria Portela de Andrade Leite. Quando ela tinha três meses de idade, sua família mudou-se para Salvador, Bahia. Sua mãe começou a ensiná-la a ler e fazer operações matemáticas quando ela tinha cerca de quatro anos. Quando Leite tinha seis anos, sua mãe morreu e ela foi morar com a sua tia, Laurinha, em Simão Dias, onde cursou o ensino fundamental na Escola Menino Jesus. Ficou quase quatro anos sob os cuidados da tia, mas Laurinha morreu quando Leite estava prestes a completar dez anos. Leite foi então encaminhada para o internato Grupo Escolar Fasuto Cardoso, onde estudou antropologia, aritmética, botânica, história do Brasil, geografia, geologia, língua portuguesa e ciências. 
Em 1932, ela retornou a Salvador para estudar no Colégio Nossa Senhora da Soledade, publicou suas primeiras peças no jornal escolar e se formou professora. Lecionou até se casar com o médico Isaias Paim, em 8 de janeiro de 1943, em Salvador. Imediatamente após o casamento, o casal mudou-se para o Rio de Janeiro, onde ela não pode trabalhar como professora porque se recusaram a reconhecer seu diploma.
No ano seguinte, ela publicou seu romance de estreia, A Estrada da Liberdade. A história aborda o primeiro emprego de uma jovem professora e como ela recebe menos do que os homens com o mesmo emprego; como suas opções de emprego são limitadas para manter sua "respeitabilidade", mas para aumentar sua educação ela lê literatura "subversiva". Tal como acontece em muitas obras de Paim, este livro transmite seus pensamentos sobre a situação das mulheres de várias perspectivas. Ela não considerava sua escrita feminista, mas sim "realismo social". Paim analisou as situações problemáticas da vida das mulheres e as consequências dos contextos sociais e psicológicos em que viviam.
A partir de 1945, e durante os 16 anos seguintes, Paim começou a escrever para um programa do Ministério da Educação e Cultura direcionado às crianças. O programa “No Reino da Alegria” foi dirigido por Geni Marcondes e veiculado na rádio MEC sob a direção de Fernando Souza. Nessa época, ela também escrevia romances para adultos, abordando situações sociais. Simão Dias foi publicado em 1949 e seu terceiro livro, A sombra do patriarca, foi publicado em 1950. O livro, sobre uma jovem que deixa a cidade e vai para uma fazenda no norte para se recuperar da malária, explora diferenças de classe, diferenças geracionais, identidade social e como o patriarcado afeta as várias mulheres (e homens) do romance.
Sua publicação em 1955 de A Hora Próxima fez com que fosse expedido um mandado de prisão contra ela. O livro era sobre a greve dos trabalhadores na maior estrada de ferro no país. O caso do governo contra ela colapsou quando o grupo público supostamente para pesar sua recompensa pela sedição do livro, elogiou-a por contar com precisão suas experiências. O partido comunista traduziu o livro tanto para o chinês quanto para o russo. O Sol do Meio-Dia (1961) ganhou o Prêmio Antonio de Almeida da Academia Brasileira de Letras (ABL) em 1961 e foi traduzido para o alemão e o búlgaro. Sua Trilogia de Catarina (1964) ganhou o Prêmio Walmap (Prêmio Walmap) em 1965 da (ABL).
Em 1962, ela começou a publicar literatura infantil. O lenço encantado, A casa da coruja verde e Luzbela vestida de cigana foram seguidos em 1966 por Flocos de algodão. Os três primeiros volumes compartilham os mesmos personagens, e o ilustrador, Percy Deane, cujo trabalho em todos os três volumes os uniu ainda mais. As histórias usam fantasia e magia para discutir temas de transformação, mudança e a importância da imaginação. Seu último livro infantil, era diferente dos outros, mas foi escrito para os Clubes de Agricultores do Ministério da Educação. Divulga informações sobre o algodão, mas ainda reitera o tema da imaginação e da curiosidade intelectual. Enquanto os volumes reforçam crenças culturais, comportamentos e valores, Paim não trata seus personagens infantis como subservientes aos adultos, mas sim como pares, o que era extremamente incomum para a época.
Quando ocorreu o golpe de estado brasileiro de 1964, Paim escapou do exílio porque se escondeu. Corria o boato de que ela estava em Cruzeiro, interior de São Paulo, mas havia fugido de lá três semanas antes. Por 23 dias, simpatizantes comunistas a esconderam. Ela não escapou da perseguição militar; por causa de seus vínculos com o Partido Comunista Brasileiro (PCB) (Partido Comunista Brasileiro) e da defesa das causas feministas, ela não pode publicar nenhum livro até a aprovação da Lei de Anistia, de 1979. Durante a ditadura militar (1964-1985) traduziu textos de Vladimir Lenin e publicou artigos em periódicos como O Momento, da Bahia; Época, de Sergipe; e Leitura, no Rio de Janeiro.
Em 1979, A Correnteza foi publicada e em 1994, ela publicou A Sétima Vez. Em 2007, um grupo de escritoras que preparava estudos feministas sobre escritoras sergipanas se surpreendeu ao saber que Paim morava há muitos anos em Campo Grande, no estado de Mato Grosso do Sul. Sua redescoberta resultou em uma reavaliação de suas contribuições literárias.

## Trabalhos selecionados

### Ficção
- A Estrada da Liberdade Rio de Janeiro, Brasil. (1944) (em português)
- Simão Dias Livraria Editôra da Casa: Rio de Janeiro, Brasil. (1949) (em português)
- À Sombra do Patriarca Editôra Globo: Porto Alegre, Brasil. (1950) (em português)
- A Hora Próxima Editorial Vitória: Rio de Janeiro, Brasil. (1955) (em português)
- Čas blizok (tradução de A Hora Próxima ) Izd. inostrannoj lit: Moscou, Rússia. (1957) (em russo)
- 时候 就要 到 了 (Shi hou jiu yao dao le: tradução de A Hora Próxima ) Ren min wen xue chu ban ela: Pequim, China. (1959) (em chinês)
- Sol do Meio-Dia Associação Brasileira do Livro: Rio de Janeiro, Brasil. (1961) (em português)
- Trilogia de Catarina ("O Sino e a Rosa", "A Chave do Mundo" e "O Círculo") Lidador: Rio de Janeiro. (1964) (em português)
- Mittagssonne (tradução de Sol do Meio-Dia ) Verl. Volk u. Welt: Berlin. (1968) (em alemão)
- A Correnteza Editora Record: Rio de Janeiro. (1979) (em português)
- A Sétima Vez Governo de Sergipe, Secretaria Especial da Cultura, Fundação Estadual de Cultura: Aracaju, Brasil. (1994) (em português)

### Histórias infantis
- O Lenço Encantado Conquista: Rio de Janeiro. (1962) (em português)
- A Casa da Coruja Verde Conquista: Rio de Janeiro. (1962) (em português)
- Luzbela Vestida de Cigana Conquista: Rio de Janeiro. (1963) (em português)
- Flocos de Algodão Serviço de Informação Agrícola: Rio de Janeiro, Brasil. (1966) (em português)